# لئوناردو آراخو
لئوناردو آراخو (به پرتغالی: Leonardo Nascimento de Araújo) هافبک، مدافع اهل برزیل است که در شهر نیتروی و در تاریخ ۵ سپتامبر ۱۹۶۹ به دنیا آمده‌است.
لئوناردو آراخو در تیم‌های فوتبال فلامینگو ،سائوپائولو، والنسیا، سائوپائولو، کاشیما آنتلرز و پاری سن ژرمن سابقهٔ حضور دارد. این بازیکن همچنین در سال، ۱۹۹۰ – ۲۰۰۲ ۶۰ بار برای، تیم ملی فوتبال برزیل به میدان رفته‌است و طی این مدت ۸ گل به ثمر رسانده‌است.